# Stabæk Fotball 2006
Questa voce raccoglie le informazioni riguardanti lo Stabæk Fotball nelle competizioni ufficiali della stagione 2006.

## Rosa
| N. |                      | Ruolo | Calciatore             |
| -- | -------------------- | ----- | ---------------------- |
| 1  | Norvegia (bandiera)  | P     | Jon Knudsen            |
| 2  | Norvegia (bandiera)  | D     | Håkon Skogseid         |
| 4  | Norvegia (bandiera)  | D     | Mike Kjølø             |
| 5  | Svezia (bandiera)    | D     | Markus Karlsson        |
| 6  | Norvegia (bandiera)  | D     | Tom Stenvoll           |
| 7  | Norvegia (bandiera)  | C     | Henning Hauger         |
| 8  | Svezia (bandiera)    | C     | Jesper Jansson         |
| 9  | Danimarca (bandiera) | C     | Christian Keller       |
| 9  | Norvegia (bandiera)  | A     | Trond Haugstad         |
| 10 | Islanda (bandiera)   | A     | Veigar Páll Gunnarsson |
| 11 | Svezia (bandiera)    | A     | Daniel Nannskog        |
| 13 | Camerun (bandiera)   | C     | Somen Tchoyi           |
| 14 | Norvegia (bandiera)  | A     | Ola Kamara             |
| 14 | Finlandia (bandiera) | C     | Christian Sund         |

| N. |                      | Ruolo | Calciatore        |
| -- | -------------------- | ----- | ----------------- |
| 15 | Norvegia (bandiera)  | D     | Morten Skjønsberg |
| 17 | Svezia (bandiera)    | D     | Joakim Persson    |
| 18 | Norvegia (bandiera)  | A     | Andreas Strand    |
| 19 | Norvegia (bandiera)  | C     | Branimir Poljac   |
| 20 | Norvegia (bandiera)  | D     | Inge André Olsen  |
| 21 | Norvegia (bandiera)  | C     | Tommy Stenersen   |
| 22 | Norvegia (bandiera)  | P     | Christian Bjerke  |
| 23 | Norvegia (bandiera)  | A     | Karim Aoudia      |
| 24 | Norvegia (bandiera)  | C     | Espen Nystuen     |
| 25 | Brasile (bandiera)   | C     | Alanzinho         |
| 26 | Norvegia (bandiera)  | D     | Bjørnar Holmvik   |
| 27 | Norvegia (bandiera)  | D     | Ulrik Arneberg    |
| 28 | Danimarca (bandiera) | P     | Jens Sørensen     |

## Risultati

### Campionato

#### Girone di andata
| Bærum 9 aprile 2006, ore 18:00 CEST 1ª giornata | Stabæk            | 0 – 0 referto | Sandefjord | Telenor Arena (4.510 spett.)\| Arbitro: \| Alseth (Stjørdal) \| |
| Arbitro:                                        | Alseth (Stjørdal) |               |            |                                                                 |

| Arbitro: | Staberg |

|  |           |              |
|  | Marcatori | 18’ Nannskog |

| Arbitro: | Moen (Haugesund) |

|               |           |                 |
| Gunnarsson 7’ | Marcatori | 10’ (rig.) Ruud |

| Arbitro: | Hauge (Bergen) |

|                  |           |                                              |
| Kjølø 32’ (aut.) | Marcatori | 41’, 81’ Gunnarsson 72’ (rig.), 90’ Nannskog |

| Arbitro: | Olsen (Kristiansand) |

|              |           |             |
| Nannskog 79’ | Marcatori | 63’ Helstad |

| Arbitro: | Alseth (Stjørdal) |

|                            |           |                             |
| Memelli 80’ Sigurðsson 88’ | Marcatori | 29’ Gunnarsson 36’ Nannskog |

| Arbitro: | Helgerud (Lier) |

|                |           |            |
| Gunnarsson 35’ | Marcatori | 19’ Kovács |

| Arbitro: | Moen (Haugesund) |

|                      |           |           |
| West 16’ Bjørkøy 45’ | Marcatori | 90’ Olsen |

| Arbitro: | Olsen (Kristiansand) |

|                                 |           |                        |
| Olsen 46’ Gunnarsson 90’ (rig.) | Marcatori | 43’ Mifsud 82’ Sundgot |

| Arbitro: | Skjerven (Kaupanger) |

|              |           |  |
| Aarsheim 62’ | Marcatori |  |

| Arbitro: | Hauge (Bergen) |

|                            |           |              |
| Gunnarsson 27’ Holmvik 69’ | Marcatori | 50’, 71’ Flo |

| Arbitro: | Sælen (Bergen) |

|            |           |                                     |
| Konate 39’ | Marcatori | 32’ Jansson 68’ Olsen 81’ Alanzinho |

| Arbitro: | Helgerud (Lier) |

|                                       |           |  |
| Gunnarsson 12’, 58’ Nannskog 62’, 66’ | Marcatori |  |

#### Girone di ritorno
| Arbitro: | Edvartsen (Hamar) |

|                                  |           |          |
| Nannskog 34’, 77’ Gunnarsson 89’ | Marcatori | 62’ Årst |

| Arbitro: | Berntsen (Vang) |

|                               |           |                     |
| Tegström 33’, 65’ Knarvik 36’ | Marcatori | 43’ (rig.) Nannskog |

| Arbitro: | Skjerven (Kaupanger) |

|  |           |                |
|  | Marcatori | 85’ Gunnarsson |

| Arbitro: | Øvrebø (Oslo) |

|                                       |           |               |
| Tchoyi 31’ Persson 40’ Gunnarsson 53’ | Marcatori | 3’, 29’ Obasi |

| Arbitro: | Staberg |

|             |           |  |
| Iversen 81’ | Marcatori |  |

| Arbitro: | Olsen (Kristiansand) |

|              |           |                        |
| Nannskog 81’ | Marcatori | 38’ Winters 87’ Miller |

| Arbitro: | Edvartsen (Hamar) |

|                                      |           |            |
| Ijeh 78’ Samuelsen 85’ Bjarnason 89’ | Marcatori | 63’ Tchoyi |

| Arbitro: | Hagen (Grue) |

|                                                  |           |                     |
| Stenersen 32’ Nannskog 38’ (rig.) Gunnarsson 72’ | Marcatori | 49’ Brenne 50’ Tóth |

| Arbitro: | Berntsen (Vang) |

|                      |           |                  |
| Mifsud 50’ Koren 73’ | Marcatori | 4’, 74’ Nannskog |

| Arbitro: | Ditlefsen |

|                             |           |                             |
| Gunnarsson 40’ Nannskog 58’ | Marcatori | 54’ Nielsen 63’ S. Pedersen |

| Arbitro: | Olsen (Kristiansand) |

|                                        |           |                |
| Fredheim Holm 1’ Johnsen 26’ Berre 79’ | Marcatori | 89’ Gunnarsson |

| Arbitro: | Moen (Haugesund) |

|                                                                                    |           |  |
| Tchoyi 21’ Keller 30’ Nannskog 31’, 47’, 77’ Gunnarsson 44’ (rig.), 49’ Hauger 79’ | Marcatori |  |

| Arbitro: | Skjerven (Kaupanger) |

|              |           |                                                             |
| Johansen 70’ | Marcatori | 10’ Alanzinho 38’, 90’ Stenvoll 64’ Nannskog 76’ Gunnarsson |

### Coppa di Norvegia
| Asker 10 maggio 2006, ore 18:00 CEST Primo turno                                             | Asker     | 2 – 4 referto                              | Stabæk | Føyka Stadion |
| \| \| \| \| \| Sikora 44’, 82’ \| Marcatori \| 12’ Alanzinho 26’, 36’ Strand 80’ Stenvoll \| |           |                                            |        |               |
|                                                                                              |           |                                            |        |               |
| Sikora 44’, 82’                                                                              | Marcatori | 12’ Alanzinho 26’, 36’ Strand 80’ Stenvoll |        |               |

| Trondheim 8 giugno 2006, ore 18:00 CEST Secondo turno | Kolstad   | 0 – 1 referto | Stabæk | Huseby Idrettspark |
| \| \| \| \| \| \| Marcatori \| 49’ Nannskog \|        |           |               |        |                    |
|                                                       |           |               |        |                    |
|                                                       | Marcatori | 49’ Nannskog  |        |                    |

| Bærum 12 luglio 2006, ore 18:00 CEST Terzo turno                                                                   | Stabæk               | 2 – 2 referto               | Sogndal | Telenor Arena |
| \| \| \| \| \| Gunnarsson 22’, 62’ \| Marcatori \| 49’ Hjelmhaug 65’ Hellesund \| \| \| Tiri di rigore 5 – 8 \| \| |                      |                             |         |               |
| |                      |                             |         |               |
| Gunnarsson 22’, 62’                                                                                                | Marcatori            | 49’ Hjelmhaug 65’ Hellesund |         |               |
| | Tiri di rigore 5 – 8 |                             |         |               |